# فحص تجويف الجسم
فحص تجاويف الجسم (المعروف أيضًا باسم تفتيش التجويف)، هو تفتيش بصري أو داخلي يدوي لتجاويف الجسم بحثًا عن مواد محظورة (ممنوعة) مثل المخدرات غير المشروعة أو الأموال أو المجوهرات أو الأسلحة. تشمل تجاويف الجسم شائعة الاستخدام لإخفاء هذه المواد الفم والمهبل والمستقيم . يعد هذا النوع من التفتيش أكثر توغلاً بصورة ملحوظة مقارنة بتفتيش التعري القياسي، والذي يتم إجراؤه عادةً على الأفراد عند القبض عليهم من قبل سلطات إنفاذ القانون أو عند دخولهم إلى منشأة إصلاحية (كالسجن) أو مستشفى للأمراض النفسية. في كثير من الأحيان يتم تكرار الإجراء عندما يغادر الشخص المؤسسة.
يمكن أيضًا إجراء عمليات تفتيش تجاويف الجسم في بعض المعابر الحدودية الدولية مثل الجمارك وحماية الحدود الأمريكية عندما يشتبهون في قيام مسافرين دوليين بإخفاء مواد محظورة مثل المخدرات.

## طريقة الفحص
يتم إخفاء العديد من السلع المهربة في تجاويف الجسم، عن طريق وسائل مثل إدخالها في المستقيم. غالبًا ما يتم إخفاء المخدرات غير المشروعة عن طريق وضعها داخل الواقي الذكري وتخزينها مؤقتًا في القولون، وتستخدم الأسطوانات مثل أنابيب السيجار لإخفاء الأموال والمحاقن الوريدية والسكاكين. يمكن إخفاء مفاتيح الأصفاد المنسوخة في العديد من فتحات الجسم مثل الممرات الأنفية أو تحت اللسان.
في البحث البصري الشامل لتجويف الجسم، يستخدم مصباح يدوي لإضاءة مناطق الجسم الشائعة، بما في ذلك فتحتي الأنف والأذنين والفم والسرة والقضيب (مجرى البول والقلفة) أو الفرج والأرداف. عمومًا، يُطلب من المعتقل الذي يجري تفتيشه أن يتعاون من خلال تسهيل فحص مناطق الجسم هذه.
في بعض الأحيان قد يطلب من المشتبه به الجلوس بوضعية القرفصاء أثناء البحث البصري، وقد يُطلب من الأفراد البقاء بوضع القرفصاء لفترة ممتدة. ويمكن أيضًا الطلب من المشتبه به جلوس القرفصاء ثم الوقوف فوق المرآة، مما يوفر للمراقب رؤية محسنة. في بعض الحالات، قد يُطلب من الشخص "الجلوس والسعال" بهدف إخراج أي أشياء قد تكون مخفية في المستقيم أو المهبل.
أثناء التفتيش اليدوي لتجويف الجسم، ينقل النزيل مؤقتًا إلى عيادة خارج الموقع ليتم فحصه من قبل طبيب مرخص من نفس الجنس؛ يتم فحص فتحات الجسم باستخدام الأصابع أو الأدوات. غالبًا ما تكون الظروف التي يمكن إجراء عمليات التفتيش فيها مقيدة، كما هو الحال بالنسبة للأفراد الذين يرفضون الموافقة على تفتيش تجويف الجسم البصري لأسباب أخرى غير القلق أو في المواقف التي يوجد فيها دليل قوي للاشتباه في وجود بضائع مهربة، في مثل هذه الحالات، عادةً ما يلزم الحصول على أمر من المحكمة لبدء الفحص.
نظرًا للفعالية المحدودة لعمليات تفتيش التجاويف في منع تهريب الأشياء تمامًا، لا سيما أنها لا تستطيع اكتشاف العناصر المخبأة في الأمعاء أو المعدة، وبالنظر إلى طبيعة الإجراء التدخلية والمهينة بطبيعتها، فقد أصبح هذا الإجراء شائعًا بشكل متزايد بالنسبة للسلطات لاختيار أساليب بديلة. وبدلا من ذلك، يتم عزل الأفراد عادة في بيئة مراقبة عن كثب حتى يخرجوا البضائع المهربة من خلال الفضلات. بالإضافة إلى ذلك، تستخدم بعض السلطات تقنية الأشعة السينية لفحص منطقة الحوض للفرد، لأنها عمومًا أقل تدخلاً وأقل احتمالاً للتسبب في ضرر نفسي.